# Спиридонова Буда
Спиридо́нова Бу́да — село в Злынковском районе Брянской области, административный центр Спиридоновобудского сельского поселения.

## История
В 1705 году Мазепа своим универсалом-грамотой разрешил Спиридону Яковлевичу Шираю «над речками Верстионкою и Людчною, на месте былого будища», на котором «робил он, Ширай, поташ и смольчуг, людьми заграничными слободу оселити и греблю висипавши, млин построити» (то есть насыпать плотину и построить мельницу).
С этой грамотой отправился Ширай к свату — полковнику Стародубского полка Михаилу Миклашевскому. Ознакомившись с грамотой, тот выдал Шираю «осадчий лист», где были указаны границы земли будущей слободы, точнее не земли, а тех пустырей-полян, что остались от былых лесов. В 1709 году Спиридон Яковлевич Ширай умер.
Старший сын Спиридона Ширая — Степан — сразу же после измены Мазепы объявил себя сторонником царя. Когда Пётр I в начале декабря 1708 года судил «согласников», то есть сторонников Мазепы, Степан Ширай находился возле царя и выпросил у него грамоту на владение отцовскими землями, ибо прежние грамоты, выданные Мазепой, были объявлены недействительными. Согласно грамоте Петра I от 8 декабря 1708 года, среди прочих владений за Степаном Шираем была утверждена «слобода Будище», нынешняя Спиридонова Буда. В 1723 году там числилось 30 дворов и ещё 23 бобыльские хаты (то есть хаты, построенные на чужих дворах).
У Степана Спиридоновича Ширая было три сына: Фёдор, Михаил и Иван. При дележе отцовского наследства Ивану Степановичу Шираю досталась Спиридонова Буда.
После смерти Ивана Степановича Ширая в 1766 году у него остались сын Дмитрий, дочери Анна и Юлиана. Спиридонову Буду унаследовал Дмитрий Иванович Ширай, двоюродный брат генерал-майора Степана Михайловича Ширая. Дмитрий Иванович Ширай был полковником русской армии, адъютант князя А. М. Голицына. Жил в Петербурге, ушел в отставку и поселился в Спиридоновой Буде. А дальше, там случилось событие невероятное — Д. И. Ширай открыл в селе театр оперы и балета.
В 1809 году Д. И Ширай умирает, и род по его мужской линии прекращается. Владения его переходят к его сестре Юлиане Ивановне, «по мужу Гомзяковой».
Гомзяк был жестоким помещиком. Ввел телесные наказания. Он отличался большим деспотизмом по отношению к крестьянам. Без его соглашения не могла состояться ни одна свадьба, сам он приказывал, кому на ком жениться. Доведенные до отчаянья жители села решили избавиться от своего барина. Тогда крепостной крестьянин Моренок пошел к Гомзяку и застрелил его в упор из ружья в бане. Но самому ему скрыться не удалось. Его поймали и запороли розгами.
После Гомзяка Спиридонова Буда перешла во владения А. Геркену. У пана был двухэтажный кирпичный дом (находился на месте старой средней школы). Жители села звали его «Пан-полочник» за то, что он по любому поводу избивал крестьян палками.

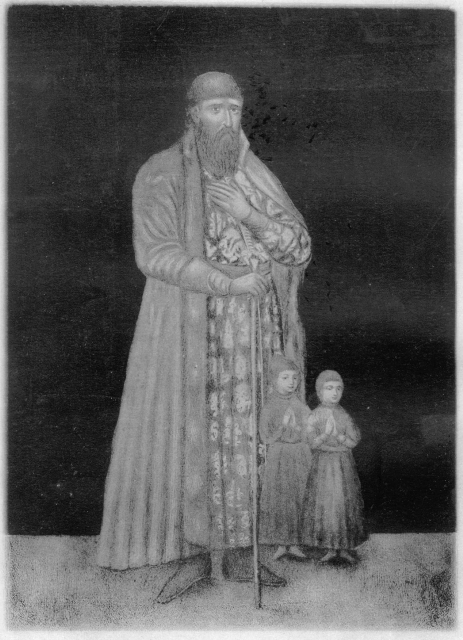
Портрет Спиридона Ширая, ранее хранившийся в храме Спиридоновой Буды.

При селе была церковь, две ярмарки, ткацкая мануфактура, производство по выгонке смолы и дёгтя, ветряная мельница, сахарный завод, а также винокурный завод Рыморенко (сыновья) с годовым выпуском спирта на сумму почти в 8 тыс. рублей.
В 1870 году в Спиридоновой Буде насчитывалось около 2 тысяч жителей.
После смерти Геркена управляющим села стал полковник Бутарев. Но он вскоре умер и его жена объявила продажу имения. Покупателей не находилось. Тогда ловкий адвокат Певзнер взял имение в аренду, а затем продал его табакопромышленнику Римаренко. Римаренко засевал только 100 десятин земли табаком, а остальную землю сдавал в аренду. Через несколько лет Римаренко объявил продажу имения. И его купил помещик Розенбах, который владел имением до 1917 года. Он построил в имении спиртзавод, винакурный завод и рафинадную фабрику.
В настоящее время Спиридонова Буда входит в число населённых пунктов находящихся в границах зон радиоактивного загрязнения вследствие аварии на Чернобыльской АЭС. В соответствии с Постановлением Правительства РФ № 1582 от 18 декабря 1997 года село вошло в зону «проживания с правом на отселение».
На 2010 год в селе насчитывалось 243 двора, проживало 489 человек.

## Братская могила

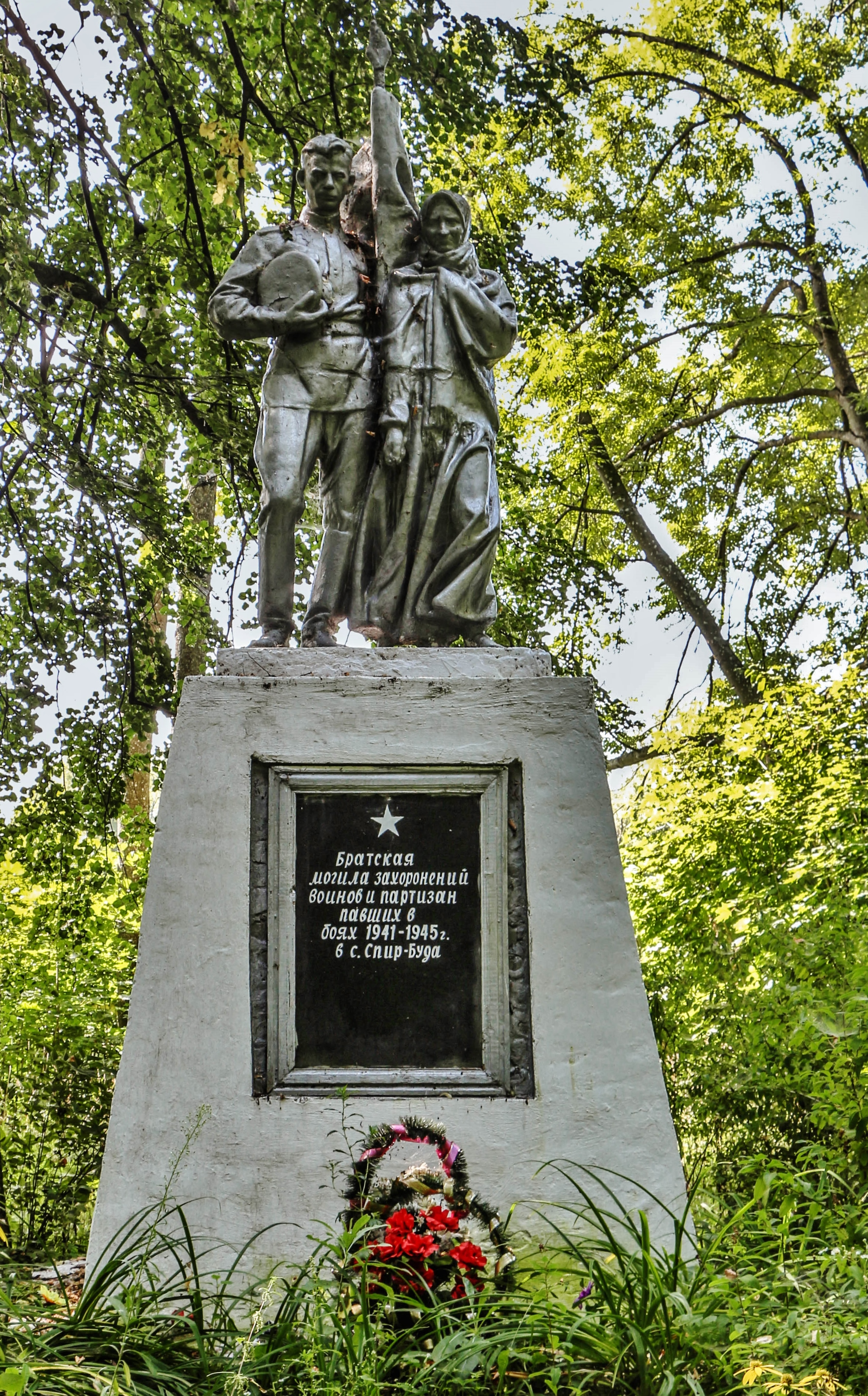
Спиридонова-Буда

В парке на берегу озера находится братская могила воинов и партизан, погибших в боях 1941—1945 гг. в селе Спиридонова-Буда.

## Церковь Троицы
Храм был построен в 1753 году по заказу помещика И. Ширая на территории старого сада.
В 1860 году был полностью перестроен.
В начале XX века была построена церковь в центре села. Строили её наемные рабочие на деньги, собранные жителями всего села, но этих денег не хватило для завершения строительства. Тогда жители обратились к помещику за помощью, он не отказал жителям и достроил храм за счет своих средств. Храм был освящён в 1914 году. Церковь получилась очень красивая, имела несколько куполов с крестами. Звон колоколов Спиридоновобудской церкви был далеко слышен по всей округе.
До 1889 года в Троицкой церкви Спиридоновой Буды хранились три портрета одинакового размера — чуть более двух метров высоты. На одном из них был изображен Спиридон Ширай с двумя сыновьями, на другом его жена с двумя дочерьми, а на третьем — старший сын Степан после окончания им Киевской академии. Все три портрета в 1886 году стали собственностью выдающегося историка Александра Матвеевича Лазаревского. Дальнейшая их судьба неизвестна.
После революции в здании находилась сельская библиотека. В настоящее время церковь полностью разобрана, на её месте установлен крест.

## Водные ресурсы
На территории села имеется три озера и одна река.

## Известные уроженцы
- Ермаков, Вадим Константинович (1972—1996) — Герой Российской Федерации[2][3]